# Peter Juric
Peter Juric (* 4. Mai 1958 in Radstadt) ist ein ehemaliger österreichischer Skilangläufer.

## Werdegang
Juric, der für den SC Radstadt startete, trat international erstmals bei den Junioren-Skieuropameisterschaften 1975 in Lieto in Erscheinung. Dort belegte er den 31. Platz über 15 km. In den folgenden Jahren errang er bei den Junioren-Skieuropameisterschaften 1976 in Liberec den 20. Platz über 15 km und den 13. Platz mit der Staffel und bei den Junioren-Skiweltmeisterschaften 1977 in Sainte-Croix den 23. Platz über 15 km und den 14. Platz mit der Staffel. Bei den Nordischen Skiweltmeisterschaften 1978 in Lahti kam er auf den 42. Platz über 15 km und zusammen mit Rudolf Horn, Josef Vogel und Werner Vogel auf den 12. Rang in der Staffel. In der Saison 1981/82 holte er in Brusson mit dem 20. Platz über 30 km seinen einzigen Weltcuppunkt und belegte bei den Nordischen Skiweltmeisterschaften 1982 in Oslo jeweils den 26. Platz über 15 km und 50 km und den zehnten Rang mit der Staffel. Bei seiner einzigen Teilnahme an Olympischen Winterspielen im Februar 1984 in Sarajevo lief er auf den 35. Platz über 30 km, auf den 33. Rang über 50 km und zusammen mit Andreas Gumpold, Franz Gattermann und Alois Stadlober auf den 11. Platz in der Staffel. Sein letztes Rennen bei Nordischen Skiweltmeisterschaften absolvierte er im folgenden Jahr in Seefeld in Tirol und errang dabei den 55. Platz über 30 km.
Bei österreichischen Meisterschaften siegte er jeweils zweimal über 30 km (1981, 1982) und 50 km (1982, 1984) und einmal über 15 km (1982). Zudem wurde er mehrfacher Meister mit der Salzburger Skiverbandsstaffel.